# Disphragis bochica
Disphragis bochica är en fjärilsart som beskrevs av William Schaus 1922. Disphragis bochica ingår i släktet Disphragis och familjen tandspinnare. Inga underarter finns listade i Catalogue of Life.